# Lyncestis voeltzkowi
Lyncestis voeltzkowi är en fjärilsart som beskrevs av Pierre E.L. Viette 1965. Lyncestis voeltzkowi ingår i släktet Lyncestis och familjen nattflyn. Inga underarter finns listade i Catalogue of Life.